# George Michael Live in London
George Michael Live in London è un video concerto di George Michael pubblicato nel 2009 ed è stato registrato all'Earls Court Exhibition Centre di Londra tra il 24 e il 25 agosto del 2008 durante il 25 Live.
Disponibile anche in versione Blu-Ray, è stato pubblicato il 7 dicembre 2009 in Regno Unito, Europa ed Australia e l'8 dicembre dello stesso anno negli Stati Uniti e Canada.
Oltre al DVD del concerto è incluso un secondo DVD contenente il documentario I'd Know Him a Mile Off! e tre tracce bonus: Precious Box, Jesus to a Child e The First Time Ever I Saw Your Face.

## Tracce

### DVD 1
1. Waiting (Reprise)
2. Fastlove
3. I'm Your Man
4. Flawless (Go to the City)
5. Father Figure
6. You Have Been Loved
7. An Easier Affair
8. Everything She Wants
9. One More Try
10. A Different Corner
11. Too Funky
12. Shoot the Dog
13. John and Elvis Are Dead
14. Faith
15. Spinning the Wheel
16. Feeling Good
17. Roxanne
18. My Mother Had a Brother
19. Amazing
20. Fantasy
21. Outside
22. Careless Whisper
23. Freedom! '90

### DVD 2
- Documentario I'd Know Him a Mile Off!
- Tracce Bonus

1. Precious Box
2. Jesus to a Child
3. The First Time Ever I Saw Your Face